# Ceratocorys hirsuta
Ceratocorys hirsuta is een soort in de taxonomische indeling van de Myzozoa, een stam van microscopische parasitaire dieren. Het organisme komt uit het geslacht Ceratocorys en behoort tot de familie Ceratocoryaceae. Ceratocorys hirsuta werd in 1883 ontdekt door F. Stein.